# Eleições para o Conselho Federal da Suíça em 2009
As eleições para o Conselho Federal suíço de 2009 ocorreram em 16 de setembro. Foi eleito para chefe do órgão Didier Burkhalter.